# Everyway That I Can
"Everyway That I Can" este piesa care a câștigat Concursul Muzical Eurovision 2003 pentru Turcia și este cântată de Sertab Erener. Piesa a fost scrisă de către Demir Demirkan în 2003 iar aranjamentul și producția au fost făcute de Ozan Çolakoğlu,, binecunoscut pentru colaborarea sa cu faimosul cântăreț Tarkan.

## Clasamente
| Clasament (2003)                         | Poziție de vârf |
| ---------------------------------------- | --------------- |
| Austria (Ö3 Austria Top 40)              | 10              |
| Belgia (Ultratop 50 Flanders)            | 6               |
| Belgia (Ultratip Flanders)               | 17              |
| Belgia (Ultratop 50 Wallonia)            | 30              |
| Belgia (Ultratip Wallonia)               | 5               |
| Germania (Media Control Charts)          | 12              |
| Grecia(Greek Singles Chart)              | 1               |
| Ungaria (Mahasz)                         | 21              |
| Irlanda (IRMA)                           | 35              |
| Olanda (Dutch Top 40)                    | 7               |
| România (Romanian Top 100)               | 3               |
| Spania (PROMUSICAE)                      | 5               |
| Suedia (Sverigetopplistan)               | 1               |
| Elveția (Schweizer Hitparade)            | 17              |
| Turcia (Turkish Singles Chart)           | 1               |
| UK Singles (The Official Charts Company) | 72              |